# Креофил
Креофил Самосский (др.-греч. Κρεώφυλος) — древнегреческий кикличический эпический поэт и певец, которого ставят в близкую связь с поэмами Гомера.
Некоторые исследователи утверждают, что Креофил был либо зятем, либо близким другом Гомера, а затем получил в наследство от него его стихотворения. Согласно преданию, спартанский законодатель Ликург получил гомеровские песни от потомков Креофила. Потомки Креофила проживали на Самосе.
Местопребыванием его одни ученые называют Самос, другие — остров Хиос или иногда кикладский остров Иос — это те места, в которых процветала гомеровская поэзия. Ему приписывается эпос «Взятие Эхалии» (греч. Οἰχαλίας ά̔λωσις), от которого до нашего времени дошли только несколько отрывков. Однако достоверно известно, что в поэме «Взятие Эхалии», приписываемой Креофилу, но дошедшей до наших дней, разрабатывался сюжет, использованный впоследствии Софоклом в трагедии «Трахинянки». По другим источникам, данную поэму Гомер подарил Креофилу в обмен на гостеприимство с разрешением считать её своею. Он также был автором Миниады и стихотворения об убийстве детей Медеи родственником Креонта. Платон высмеивает его в десятой книге своего Государства.